# بخش سیر
بخش سیر یکی از بخشهای ایالت وله  در کشور سوئیس است.